# Balbin du Carmel
Ildefonso Sánchez Mayorga, en religion Balbin du Carmel ((es) Balbino del Carmelo) né le 7 mars 1865, mort le 12 mai 1934 à Avila, est un père carme espagnol.
Son procès en béatification a été ouvert en 1961. Il a été déclaré vénérable par le pape Jean-Paul II en 1989.

## Biographie
Ildefonso Sánchez Mayorga est né le 7 mars 1865 à Fresno (dans la province d'Ávila. Ses parents se nomment Lorenzo Sánchez et Balbina Mayorga. Il est baptisé deux jours après sa naissance sous le nom d'Ildefonso-Thomas. Il fait sa confirmation dans sa ville natale le 11 novembre 1876.
Le 29 janvier 1881, âgé de 16 ans, il entre dans le noviciat du couvent des carmes déchaux de Larrea (Biscaye). Il prend alors le nom en religion de frère Balbino del Carmelo (frère Balbin du Carmel). Il part suivre des cours de philosophie à Burgos, puis il part à Salamanque pour étudier la théologie.
Le 22 février 1885, il prononce ses vœux solennels.
Il est ordonné prêtre à Ávila le 14 août 1887. En décembre 1888, il est envoyé à Cuba, et en mai 1891, il est nommé prieur de sa communauté carmélitaine. Il conserve cette fonction jusqu'en 1894. Il rentre en Espagne à une date non déterminée.
En 1929, le Père Florencio missionne le père Balbin pour effectuer une visite canonique (à sa place) dans les différents couvents carmes présents sur l'île de Cuba. Le père Balbin fait sa visite et rédige un rapport datée du 3 avril 1929, toujours conservé dans les archives de l'ordre.
Il décède à Ávila le 12 mai 1934.

## Béatification
Le diocèse d'Ávila ouvre le procès en béatification en 1961. Le procès diocésain est clos en 1978. Le père carme est déclaré vénérable par le Vatican le 7 septembre 1989.